# Karl Landsteiner
Karl Landsteiner (Wenen, 14 juni 1868 – New York, 26 juni 1943) was een Joods-Oostenrijkse, later Amerikaans, arts en patholoog. In 1901 constateerde hij dat bloed is in te delen in bloedgroepen.

## Biografie
Karl Landsteiner werd geboren als enig kind van de joodse journalist Leopold Landsteiner (1818-1875) en de dertigjarige Fanny Hess (1837-1908). Hij studeerde vanaf 1885 medicijnen aan de Universiteit van Wenen en behaalde in 1891 zijn medische graad. Hij bezat ook veel kennis van scheikunde, waarbij onder anderen Hermann Emil Fischer zijn leermeester was. Landsteiner was vanaf 1896 assistent van Max von Gruber, werkte als patholoog op het Pathologisch-anatomisch Instituut in Wenen en daarna van 1908 tot 1919 in het Wilhelminen-ziekenhuis.
Landsteiner bekeerde zich van het jodendom naar het katholicisme in 1890. In 1916 trouwde hij met Leopoldine Helene Wlasto, een Grieks-Orthodoxe die zich bekeerde tot het Katholicisme van haar man. Samen kregen ze een zoon, Ernst Karl, die net als zijn vader ook arts werd.
In 1911 werd hij hoogleraar pathologie aan de Universiteit van Wenen. Na de Eerste Wereldoorlog vertrok hij – wegens de steeds slechter wordende levensomstandigheden in Wenen – naar Nederland, waar hij als patholoog van 1919 tot 1922 werkzaam was in het St. Joannes de Deo Ziekenhuis in Den Haag. In 1922 verbond hij zich aan het Rockefeller Instituut voor medisch onderzoek in New York, waar hij tot het eind van zijn leven bleef (zelfs na zijn pensioen in 1939.) Hij werd genaturaliseerd tot burger van de Verenigde Staten.
Karl Landsteiner overleed aan een hartaanval terwijl hij in het lab aan het werk was. In 1946, drie jaar na zijn overlijden, werd Landsteiner postuum onderscheiden met de Lasker Award. Het Nederlandse Rode Kruis eerde hem met de Karl Landsteiner-penning voor bloeddonoren.

## Werk
Hij is bekend geworden vanwege de ontwikkeling in 1901 van het moderne systeem van bloedgroepen door de identificatie van de aanwezigheid van agglutinines in het bloed. Dit deed hij door de manier te onderzoeken waarop bloed reageerde als het werd gemengd. Soms ontstond er een samenklontering van rode bloedcellen en bij andere combinaties gebeurde dit niet. Hierbij kon hij onderscheid maken in drie bloedgroepen: A, B en C. Later werd C hernoemd in 0 (nul) en werd door een assistent nog een vierde bloedgroep ontdekt: AB. Zijn ontdekking maakte bloedtransfusies tussen mensen mogelijk, waarbij een patiënt bloed krijgt toegediend van iemand met dezelfde bloedgroep. Hiervoor kreeg hij in 1930 de Nobelprijs voor Fysiologie of Geneeskunde.
Samen met de Oostenrijkse bioloog Erwin Popper (1875-1955) ontdekte hij het besmettelijke karakter van het poliovirus (Poliomyelitis) en wist hij het virus met de Franse medisch bacterioloog Constantin Levaditi (1874–1953) te isoleren. Met de oorspronkelijk Russische, sinds 1917 Amerikaanse arts-immunoloog Philip Levine (1900-1987) ontdekte hij in 1927 het MN- en het P-bloedgroepensysteem. Voordat Levine en Stetson hun ontdekking in 1939 van het resussysteem hadden gepubliceerd, identificeerden Landsteiner en Alexander Wiener in 1937 reeds de resusfactor (bij de mens).